# Kim Nilsson
Kim Nilsson (* 28. März 1988 in Kalmar, Schweden) ist ein schwedischer Unihockeyspieler. Nilsson ist einer der besten und bekanntesten Unihockeyspieler.  Mit der Nationalmannschaft wurde er 2014 in Göteborg Weltmeister. Der Shootingstar der Szene ist der bestbezahlte Spieler im Unihockey und sein Transfer von AIK zu Karlsmund 2016 stellt mit einer Transfersummer von 1,4 Mio. SEK  einen neuen Rekord dar. Er ist verheiratet mit Kim Plattner.

## Karriere
Nilsson begann mit 6 Jahren Unihockey zu spielen und spielte in seiner Kindheit Fußball. Im Unihockey durchlief er alle Juniorenmannschaften des Farjestadens IBK (seit 2011 heißt der Verein FBC Kalmarsund) auf der schwedischen Insel Öland. Mit ihm als Stürmer stieg der Verein in den Jahren 2005 bis 2007 innerhalb von zwei Jahren von der drittklassigen Division 1 in die Svenska Superligan auf. Nach dem Abstieg Kalmarssunds wechselte er im Sommer 2008 zum AIK Innebandy. Mit denen erreichte er in der ersten Saison den Superfinal, konnte diesen jedoch nicht gewinnen.
Bei der Unihockey-Weltmeisterschaft 2010 in Finnland erreichte er mit der Nationalmannschaft das Finale gegen den Gastgeber, dieses verloren sie aber mit 6:2. Zwei Jahre später bei der Unihockey-Weltmeisterschaft 2012 erreichte er mit der Nationalmannschaft erneut das Finale, dieses Mal gewann die schwedische Auswahl. Nilsson wurde ins All-Star-Team gewählt, wurde mit 22 Punkten Topscorer und erhielt die MVP-Trophy als bester Spieler. Diese Auszeichnung wurde das erste Mal bei einer Herren-WM vergeben. 2014 konnte er zusammen mit dem schwedischen Nationalteam erneut den Weltmeistertitel holen und wurde zusätzlich ins Allstar-Team gewählt.
2014 trennte sich Kim Nilsson von seinem Ausrüster Unihoc und unterschrieb einen 5-Jahres-Vertrag mit dem Floorball-Ausrüster Salming. Er gewann mit der Nationalmannschaft erneut den WM-Titel. Im selben Jahr gab er auch seinen Wechsel vom schwedischen Erstliga-Verein AIK Innebandy in die Schweizer NLA zu dem Grasshopper Club Zürich bekannt. Dort erhielt er einen 2-Jahres-Vertrag mit einem Jahresgehalt von 100'000 Franken, der Transfer wurde dabei von privaten Gönnern finanziert. Im Vertrag war auch vereinbart, dass er nach den 2 Jahren zum AIK Innebandy zurückkehrt. Mit GC gewann er 2016 den Schweizer Meistertitel und wurde zum MVP der Saison gewählt.
Zurück aus der Schweiz wechselte er für eine Rekordtransfersumme von 1,4 Mio. SEK (rund 160'000 Fr. oder fast 150'000 Euro) zurück zu seinem Stammverein FBC Kalmarsund, der damals in der zweitklassigen Allsvenskan Södra spielt. Im Vorfeld des Transfers wurde von AIK gar eine Transfersumme von 1,8 Mio. SEK gefordert. Er unterzeichnete bei den Ölandern einen Zweijahresvertrag. In der Saison 2017/2018 gelang ihm mit Kalmarsund den Aufstieg in die Svenska Superligan.
2022 nahm er an der WM in der Schweiz teil. Mit der schwedischen Nationalmannschaft wurde er Weltmeister.